# Juan Vicente Bolívar y Ponte
Pour les articles homonymes, voir Ribas.
Juan Vicente Bolívar y Ponte, antérieurement Capitale José Félix Ribas puis Juan Vicente Bolívar jusqu'au 26 octobre 2006, également Area Capital La Victoria ou plus simplement Victoria est l'une des cinq paroisses civiles de la municipalité de José Félix Ribas, dans l'État d'Aragua au Venezuela. Sa capitale est La Victoria, chef-lieu de la municipalité. Sa population s'élève à 53 622 habitants.

## Géographie

### Démographie
Hormis sa capitale La Victoria divisée en quartiers et chef-lieu de la municipalité, la paroisse civile possède plusieurs localités, dont :
- El Tigre
- La Entrada
- La Estancia
- La Gavillana
- La Victoria
  - 23 de Enero
  - Barrio El Cemeterio
  - Barrio El Libertador
  - Barrio Jesús
  - Barrio Manantial
  - Barrio San Pedro
  - Barrio Sucre
  - La Quebrada
  - La Curía
  - Macuayita
  - Tucua
  - Urbanización Bolívar Norte
  - Urbanización Bolívar Sur
  - Urbanización El Recreo
  - Zarayauta
  - Zona Industrial La Chapa
  - Zona Industrial Soco
- Los Cucharos (partagé avec Bolívar)
- Pie del Cerro

## Sources
- (es) Cet article est partiellement ou en totalité issu de l’article de Wikipédia en espagnol intitulé « Municipio José Félix Ribas (Aragua) » (voir la liste des auteurs).